# Cabinet Ehard III
Le troisième cabinet de Hans Ehard était le gouvernement du Land de Bavière du 18 décembre 1950 au 14 décembre 1954, ce qui en fait le cinquième gouvernement fédéré bavarois d'après-guerre.
Dirigé par le chrétien-social Hans Ehard, était soutenu par une grande coalition entre l'Union chrétienne-sociale en Bavière (CSU) et le Parti social-démocrate d'Allemagne (SPD).

## Composition
| Fonction                                        | Titulaire         | Titulaire                               | Parti | Secrétaire d'État |
| ----------------------------------------------- | ----------------- | --------------------------------------- | ----- | --- |
| Ministre-président                              |                   | Hans Ehard                              | CSU   | |
| Vice-ministre-président Ministre de l'Intérieur |                   | Wilhelm Hoegner                         | SPD   | Paul Nerreter (CSU) à partir du 3 janvier 1951 Theodor Oberländer (BHE) (Réfugiés) jusqu'au 24 novembre 1953 Walter Stain (BHE) (Réfugiés) |
| Ministre de la Justice                          |                   | Josef Müller jusqu'au 05/06/1952        | CSU   | Fritz Koch (SPD) |
| Ministre de la Justice                          | Otto Weinkamm     |                                         | CSU   | Fritz Koch (SPD) |
| Ministre des Finances                           |                   | Rudolf Zorn du 03/01/1951 au 19/06/1951 | SPD   | Richard Ringelmann (CSU) |
| Ministre des Finances                           | Friedrich Zietsch |                                         | SPD   | Richard Ringelmann (CSU) |
| Ministre de l'Économie et des Transports        |                   | Hanns Seidel                            | CSU   | Willi Guthsmuths (BHE) |
| Ministre des Transports                         |                   | Hans Ehard du 09/01/1951 au 01/10/1952  | CSU   | |
| Ministre de l'Agriculture et des Forêts         |                   | Alois Schlögl                           | CSU   | Johann Maag (SDP) |
| Ministre de l'Enseignement et de la Culture     |                   | Josef Schwalber                         | CSU   | Eduard Brenner (SDP) à partir du 3 janvier 1951                                                                                            |
| Ministre du Travail et de l'Assistance sociale  |                   | Richard Oechsle à partir du 03/01/1951  | SPD   | Heinrich Krehle (CSU) |